# 嘉大雅
嘉 大雅（よしみ たいが、1993年4月2日 - ）は、琉球放送のアナウンサー。

## 来歴・人物
沖縄県宮古島市（伊良部島、旧宮古郡伊良部町）出身。沖縄県立伊良部高等学校ではバレーボール部に所属、地元開催となった美ら島沖縄総体に出場経験がある。
学生時代は、結婚式場の新郎役のモデルのアルバイトをしていたこともあった。しかし就職活動には、やる気が湧かずダラダラしていたことで母親にも就職活動することを促され、何になろうか考えた結果「テレビやラジオに出れば、伊良部島に居る親にも自分の活躍を見せられるから、親を喜ばせられる最大の就職先だ」と考えアナウンサーを目指すことになり、大学4年の春からアナウンサーの学校に通い始める。沖縄国際大学卒業後、2016年琉球放送入社。既婚。
得意：自撮り。苦手（不得意）：リコーダー（MSPP）・フラフープ（嘉ッション）

## 現在の担当番組
2022年4月現在
テレビ
- Aランチ（2代目男性MC担当 2021年4月3日 - ）
- RBC NEWS Link FLASH
- JNNニュース

ラジオ
- ヤッホー県経済（火曜 6:30 - 6:45、2024年10月1日 -
- MUSIC SHOWER Plus+（金曜担当 11:00 - 14:00、2018年10月 - 2019年9月→木・金曜担当 11:00 - 14:00、2019年10月 - 2020年3月→木・金曜担当 10:00 - 13:55、2020年4月 - ）
- Bランチ（土曜 14:30 - 16:00、2022年4月2日 - ）
- 2次元SWAMP（金曜 23:00 - 23:30 2019年4月 - 2020年3月→土曜 24:00 - 24:30（日曜 0:00 - 0:30）2020年4月 - 2021年3月→土曜 21:30 - 22:00 2021年4月 - 2022年3月→土曜 21:00 - 22:00 2022年4月 -  ）
- ラジオBar南国の夜（土曜 22:00 - 23:00 2018年4月 - [5]）
- RBCニュース

## 過去の担当番組
ラジオ
- 嘉大雅のサンデーマグネット（日曜 10:00 - 15:00 2017年4月 - 2018年3月）
- Tyga's Radio（土曜 21:30 - 22:00 2017年10月 - 2018年3月）
- 嘉大雅のサタデーマグネット（土曜 第1部 10:00 - 11:30 2018年4月 - 、第2部 12:00 - 15:00 2018年4月 - 2020年3月→12:00 - 14:00 2020年4月 - 2021年3月）